# Mesosemia metura
Mesosemia metura is een vlindersoort uit de familie van de prachtvlinders (Riodinidae), onderfamilie Riodininae.
Mesosemia metura werd in 1873 beschreven door Hewitson.